# Eccellenza 1994-1995
Il campionato italiano di calcio di Eccellenza regionale 1994-1995 è stato il quarto organizzato in Italia. Rappresenta il sesto livello del calcio italiano.
Il campionato è strutturato su 28 gironi all'italiana su base regionale. Sono ammesse al Campionato Nazionale Dilettanti le vincenti dei rispettivi campionati regionali più le sette migliori squadre risultanti dai play-off a cui accedono le squadre designate dai vari comitati regionali a seguito dei propri regolamenti.

## Campionati
- Eccellenza Abruzzo 1994-1995
- Eccellenza Basilicata 1994-1995
- Eccellenza Calabria 1994-1995
- Eccellenza Campania 1994-1995
- Eccellenza Emilia-Romagna 1994-1995
- Eccellenza Friuli-Venezia Giulia 1994-1995
- Eccellenza Lazio 1994-1995
- Eccellenza Liguria 1994-1995
- Eccellenza Lombardia 1994-1995
- Eccellenza Marche 1994-1995
- Eccellenza Molise 1994-1995
- Eccellenza Piemonte-Valle d'Aosta 1994-1995
- Eccellenza Puglia 1994-1995
- Eccellenza Sardegna 1994-1995
- Eccellenza Sicilia 1994-1995
- Eccellenza Toscana 1994-1995
- Eccellenza Trentino-Alto Adige 1994-1995
- Eccellenza Umbria 1994-1995
- Eccellenza Veneto 1994-1995

## Quadro riepilogativo nazionale
| Regione/Girone        | Sqr  | 1ª classificata e promossa nel C.N.D. | Altre promozioni nel C.N.D. | 2ª classificata       | Vincente Coppa                |
| --------------------- | ---- | ------------------------------------- | --------------------------- | --------------------- | ----------------------------- |
| Abruzzo               | 18   | Pineto                                | Lanciano                    | Lanciano              | Rosetana                      |
| Basilicata            | 17   | Melfi                                 | -                           | Sporting Villa d'Agri | Sporting Villa d'Agri         |
| Calabria              | 16   | Crotone                               | Silana                      | Silana                | Crotone                       |
| Campania girone A     | 16   | Giugliano                             | Terzigno                    | Terzigno              | Giovani Lauro                 |
| Campania girone B     | 16   | Giovani Lauro                         | -                           | Gragnano              | Giovani Lauro                 |
| Emilia-Romagna gir.A  | 16   | Mantova                               | -                           | Vis San Prospero      | Iperzola                      |
| Emilia-Romagna gir.B  | 18   | Iperzola                              | -                           | Russi                 | Iperzola                      |
| Friuli-Venezia Giulia | 16   | Palmanova                             | -                           | Centro del Mobile     | Pro Fagagna                   |
| Lazio girone A        | 16   | Guidonia                              | -                           | Fregene               | Vigor Acquapendente           |
| Lazio girone B        | 16   | VJS Velletri                          | -                           | Atletico Latina       | Vigor Acquapendente           |
| Liguria               | 16   | Pontedecimo                           | -                           | G.S. Pegliese         | Ceparana                      |
| Lombardia girone A    | 16   | Corbetta                              | Guanzatese                  | Guanzatese            | Guanzatese                    |
| Lombardia girone B    | 16   | Ponte San Pietro                      | Montichiari                 | Montichiari           | Guanzatese                    |
| Lombardia girone C    | 16   | Sancolombano                          | -                           | Pizzighettone         | Guanzatese                    |
| Marche                | 16   | Sambenedettese                        | Vis Stella                  | Vis Stella            | Monturanese                   |
| Molise                | 16   | Interamnia                            | -                           | Bojano                | Interamnia                    |
| Piemonte girone A     | 16   | Derthona                              | Asti                        | Asti                  | Asti                          |
| Piemonte girone B     | 16   | Saluzzo                               | -                           | Fossanese             | Asti                          |
| Puglia                | 17   | Massafra                              | Atletico Tricase            | Ostuni                | Trepuzzi                      |
| Sardegna              | 16   | Ilvamaddalena                         | -                           | Iglesias              | Bittese                       |
| Sicilia girone A      | 17   | Nissa                                 | Sancataldese                | Sancataldese          | Nissa                         |
| Sicilia girone B      | 18   | Caltagirone                           | -                           | Giarre                | Nissa                         |
| Toscana girone A      | 18   | Viareggio                             | Pisa                        | Castelnuovo           | Marino Mercato Subbiano       |
| Toscana girone B      | 16   | Virtus Chianciano                     | -                           | Fortis Juventus       | Marino Mercato Subbiano       |
| Trentino-Alto Adige   | 16   | Settaurense                           | -                           | Virtus Don Bosco BZ   | Condinese                     |
| Umbria                | 16   | Nestor                                | -                           | Torgiano              | Torgiano                      |
| Veneto girone A       | 16   | Lendinarese                           | Adriese                     | Adriese               | Piombinese                    |
| Veneto girone B       | 16   | Mestre                                | Santa Lucia di Piave        | Santa Lucia di Piave  | Piombinese                    |
|                       | Tot. |                                       |                             |                       | Vincente Fase Nazionale Coppa |
| 28 gironi             | 459  |                                       |                             |                       | Iperzola                      |

## Play-off nazionali

### Primo Turno
| Squadra 1                          | Totale          | Squadra 2                        | Andata | Ritorno     |
| ---------------------------------- | --------------- | -------------------------------- | ------ | ----------- |
| (Sicilia B) Giarre                 | 2 - 3           | Sancataldese (Sicilia A)         | 1 - 1  | 1 - 2       |
| (Abruzzo) Lanciano                 | 0 - 1           | Iglesias (Sardegna)              | 0 - 1  | 0 - 0       |
| (Lazio B) Atletico Latina          | 1 - 1 (gfc)     | Fregene (Lazio A)                | 1 - 1  | 0 - 0?      |
| (Campania B) Gragnano              | 1 - 2           | Terzigno (Campania A)            | 0 - 0  | 1 - 2       |
| (Toscana B) Fortis Juventus        | 1 - 1 (6-7 dcr) | Castelnuovo (Toscana A)          | 0 - 1  | 1 - 0 (dts) |
| (Marche) Vis Stella                | 3 - 2           | Torgiano (Umbria)                | 1 - 0  | 2 - 2       |
| (Veneto B) Santa Lucia             | 2 - 3           | Adriese (Veneto A)               | 0 - 0  | 2 - 3       |
| (Friuli V.G.) Centro del Mobile    | 2 - 2 (gfc)     | Virtus Don Bosco (Trentino A.A.) | 1 - 2  | 1 - 0       |
| (Lombardia B) Montichiari          | 2 - 0           | Pizzighettone (Lombardia C B)    | 2 - 0  | 0 - 0       |
| (Liguria) Pegliese                 | 2 - 3           | Guanzatese (Lombardia A)         | 2 - 1  | 0 - 2       |
| (Piemonte B) Fossanese             | 1 - 2           | Asti (Piemonte A)                | 0 - 0  | 1 - 2       |
| (Emilia R. A) Russi                | 2 - 1           | Vis San Prospero (Emilia R. B)   | 2 - 0  | 0 - 1       |
| (Basilicata) Sporting Villa d'Agri | 3 - 4           | Silana (Calabria)                | 2 - 0  | 1 - 4       |
| (Molise) Bojano                    | 0 - 2           | Ostuni (Puglia)                  | 0 - 0  | 0 - 2       |

### Secondo turno
| Squadra 1                        | Totale          | Squadra 2                 | Andata | Ritorno     |
| -------------------------------- | --------------- | ------------------------- | ------ | ----------- |
| (Sardegna) Iglesias              | 2 - 5           | Sancataldese (Sicilia A)  | 1 - 1  | 1 - 4 (dts) |
| (Campania A) Terzigno            | 3 - 2           | Fregene (Lazio A)         | 2 - 2  | 1 - 0       |
| (Marche B) Vis Stella            | 3 - 2           | Castelnuovo (Toscana A)   | 1 - 2  | 2 - 0       |
| (Trentino A.A.) Virtus Don Bosco | 2 - 6           | Adriese (Veneto A)        | 1 - 3  | 1 - 3       |
| (Lombardia A) Guanzatese         | 2 - 3           | Montichiari (Lombardia B) | 0 - 0  | 2 - 3       |
| (Emilia R. A) Russi              | 1 - 1 (2-3 dcr) | Asti (Piemonte A)         | 0 - 1  | 1 - 0 (dts) |
| (Puglia) Ostuni                  | 0 - 3           | Silana (Calabria)         | 0 - 1  | 0 - 2       |